# François Léon Jouinot-Gambetta
François Léon Jouinot-Gambetta, né le 6 juillet 1870 à Paris 8e  et mort le 9 novembre 1923 à Antibes, est un général de division français.
Il s'illustre durant la Première Guerre mondiale au sein de l'Armée française d'Orient à la tête d'une brigade de cavalerie (dite brigade Jouinot-Gambetta) de l'Armée d'Afrique, composée des 1er , 4e chasseurs d'Afrique et du régiment de marche de spahis marocains, notamment lors de la prise d'Uskub (aujourd'hui Skopje) le 29 septembre 1918.

## Biographie

### Famille
François Léon Jouinot-Gambetta est le fils d'Antoine Gabriel Jouinot (1843-1871), ingénieur, et de Benedetta Gambetta (1840-1931).
Il épouse, le 26 juin 1923 à Marseille, Blanche Augustine Haÿ, née le 2 janvier 1882 à Lens et morte le 21 février 1950. Cette dernière présentait, avant la guerre, des modèles du couturier Paul Poiret. Les époux n'auront aucun descendant.
Il est le neveu de Léon Gambetta, dont il relève le patronyme en ajoutant à son nom celui de Gambetta, nom de sa mère.

### Carrière militaire

#### Avant guerre
Engagé volontaire le 4 décembre 1888 comme chasseur au 6e régiment de chasseurs d'Afrique en Algérie, il passe avec le grade de maréchal des logis (du 3 octobre 1890) au 1er régiment de spahis (escadron du Soudan) le 20 décembre 1891 et rejoint le Soudan.
Il rejoint ensuite le 9e régiment de hussards comme élève officier le 18 août 1893 et suit les cours de l’École de cavalerie de Saumur d’octobre 1893 au 22 août 1894. Il sera successivement sous-lieutenant le 23 mars 1895 et lieutenant le 29 mars 1897.
Placé hors cadre le 6 janvier 1900 il est envoyé le 20 janvier 1900 en Afrique occidentale jusqu’au 27 avril 1901. Chargé  de l'organisation militaire de la mission Paul Blanchet en Mauritanie, il recrute, instruit et arme une quarantaine d'anciens tirailleurs. Il est blessé par balle dans un guet-apens le 9 juin 1900 à Atar,.
Du 30 juin 1901 au 1er août 1903, il est en mission auprès du gouverneur général civil de l’Algérie et il est porté sur les rôles du 1er régiment de hussards en avril 1901, puis du 2e chasseur d’Afrique en septembre et du 1er régiment de spahis ou il obtient le grade de capitaine le 12 octobre 1901.
Mis à la disposition du ministère des Affaires étrangères en août 1903 au service géographique pour la délimitation de la frontière algéro-marocaine, il accomplit ensuite une mission à Tanger au Maroc en octobre 1904 où il reste jusqu’au 1er novembre 1905 et est remis à disposition du ministère de la Guerre.
Il intègre avec le grade de capitaine le 2e régiment de cuirassiers le 12 novembre et est nommé chef d’escadron le 25 mars 1906. Muté le 19 octobre 1906 au 6e régiment de chasseurs d'Afrique, il rejoint l’Algérie le 5 février 1907.

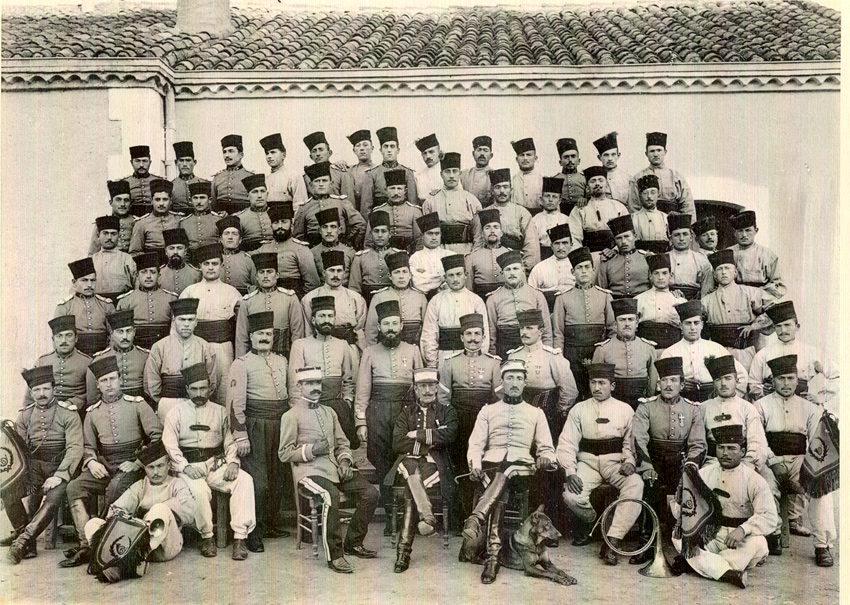
Avec le 6e chasseurs,
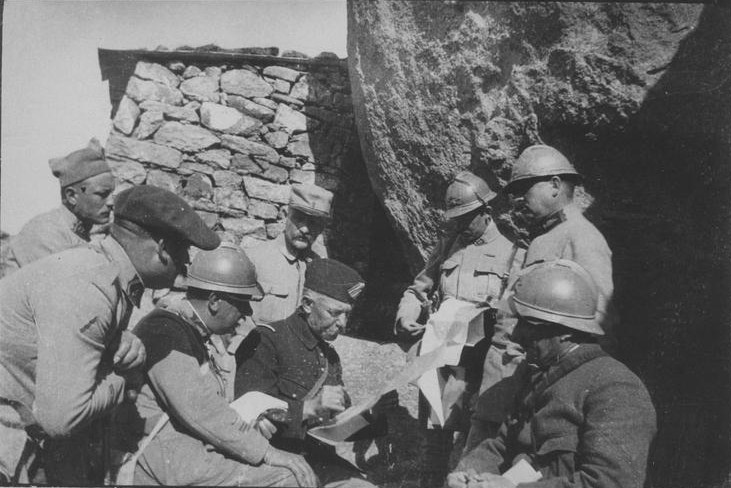
à son P.C en avril 1917.

Colonel le 23 septembre 1913, il commande le régiment de marche de spahis et les troupes marocaines.

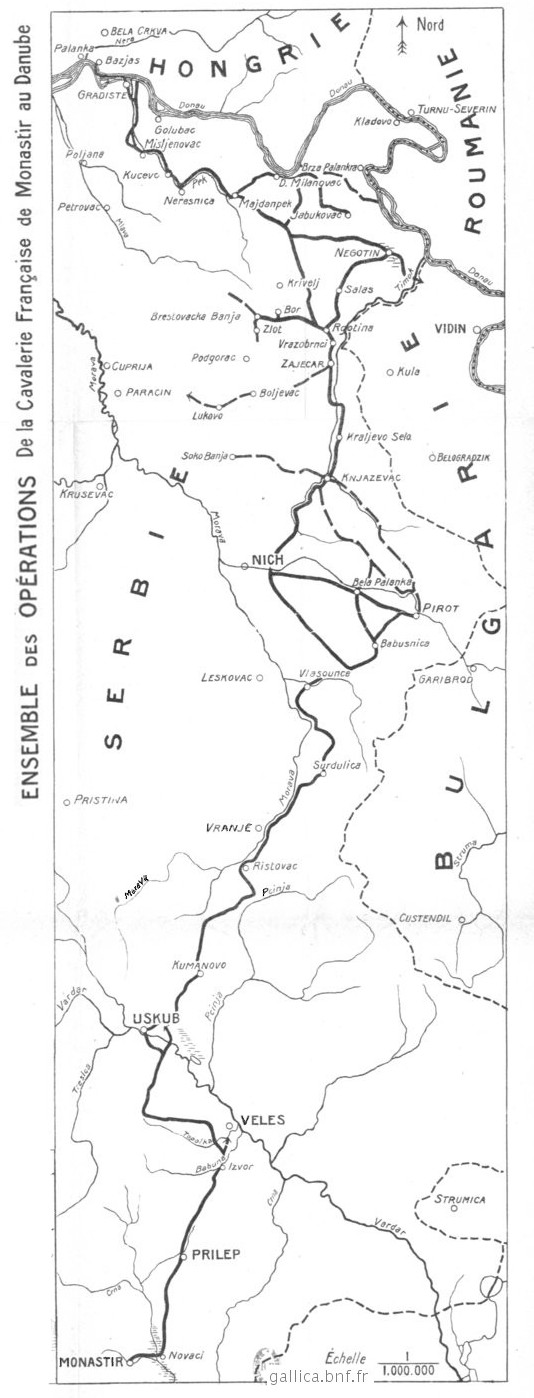
Avance française en 1918.

#### Première Guerre mondiale
Au début de la guerre, il se consacre à la mise sur pied des escadrons et bataillons auxiliaires marocains et après un long séjour au front français, où il commande successivement une brigade et une division d'infanterie, Jouinot-Gambetta part pour le front d'Orient.
Promu général de brigade de cavalerie le 26 juin 1917, il succède au colonel Henri Descoins au commandement de la cavalerie de l’Armée française d'Orient, alors composée de 10 escadrons.
Il s'illustre particulièrement à la tête de sa brigade de cavalerie, dite brigade Jouinot-Gambetta, composée des 1er, 4e chasseurs d'Afrique et du Régiment de marche de spahis marocains, lors de la prise d'Uskub (aujourd'hui Skopje) le 29 septembre 1918.
Le 28 décembre 1918, Jouinot-Gambetta est élevé à la dignité de grand-officier de la Légion d'honneur avec la citation suivante : « général de brigade, commandant la cavalerie de l'armée de brigade d'Orient : d'un entrain et d'un brio incomparables, n'a pas hésité à engager sa cavalerie dans un dédale de montagnes : brisant toutes les résistances, a enlevé de haute lutte Uskub après un combat acharné, coupant ainsi à l'ennemi sa dernière ligne de retraite. ».

#### Après guerre
Il est promu général de division en 1920.
Il meurt à Juan les Pins  dans sa villa la Haie-Blanche le 9 novembre 1923 après une courte maladie et est inhumé au cimetière du Père-Lachaise le 17 novembre 1923.

## La brigade de cavalerie Jouinot-Gambetta en 1917-1918
La brigade formée de trois régiment est composée de chasseurs d'Afrique et de spahis et compte environ 3 000 hommes.
- Régiment de marche de spahis marocains (RMSM) (5 escadrons, 1 compagnie de mitrailleuse, 1 section de canon de 37 mm) : lieutenant-colonels Gustave Dupertuis jusqu'en avril 1918 puis Edmond Guespereau[9].
- 1er régiment de chasseurs d'Afrique (4 escadrons, 2 sections de mitrailleuses, 1 section canon de 37 mm) : lieutenant-colonel  Paul Lespinasse de  Bournazel[10].
- 4e régiment de chasseurs d'Afrique (4 escadrons, 2 sections de mitrailleuses, 1 section canon de 37 mm,) : lieutenant-colonel Jean Labauve[11].

### La prise d'Uskub (29 septembre 1918)
Le 29, la brigade Jouinot-Gambetta prend Uskub, important nœud ferroviaire, après un raid de plus de 80 km à travers les monts de Macédoine. Cette victoire constitue l’une des dernières charges à cheval de l’histoire de la cavalerie française. Elle a pour conséquence la capitulation des forces germano-bulgares et le 30 septembre 1918, la Bulgarie signe un armistice avec le général Franchet d’Espèrey.

## Grades
- septembre 1913 : colonel
- juin 1917 : général de brigade
- novembre 1920 : général de division

## Décorations
- Grand officier de la Légion d'honneur (1919) [2],[13]
- Croix de Guerre 1914-1918 avec palme[6]
- Médaille Coloniale, agrafes « Soudan » « Sénégal » «Afrique Occidentale »
- Officier d’Académie (décret du 28 mars 1901)
- Chevalier du Mérite Agricole (décret du 27 mars 1902)
- Officier de L’Étoile Noire (décret d’autorisation de port du 25 février 1901)
- Officier  du Nichan Iftickar de Tunisie (décret d’autorisation de port du 25 février 1901)
- Officier  de l’Étoile d’Anjouan (décret d’autorisation de port du 27 septembre 1901)
- Officier du Dragon de l’Annam (décret d’autorisation de port du  18 avril 1903)
- Chevalier de Sainte Anne de Russie de 3e Cl (décret d’autorisation de port du 29 septembre 1901)
- Médaille d’argent de la Mutualité (Ministère de l’Intérieur du 11 avril 1903)

## Hommages
Jacques Bourcart  décrit  Jouinot-Gambetta comme un « grand Africain » et « une des figures les plus originales et les plus attachantes de l'armée d'Afrique, un chef adoré de tous ceux - même les plus humbles - qui ont servi sous ses ordres », un cavalier « d'une folle bravoure, généreux jusqu'à la prodigalité » dont  « le goût du panache et des uniformes extraordinaires », l'entrain et la gaieté 
« évoquent irrésistiblement la figure d'un autre grand cavalier, de  Murat».
Aristide Briand écrit dans sa préface de l'ouvrage de Jouinot-Gambetta, à propos de la prise d'Uskub en septembre 1918, « la chevauchée de vos cavaliers vers Uskub est une épopée magnifique. Les cavaliers de Murat n'ont pas fait mieux.».